# Lista de palavras galegas de origem celta
Esta é uma lista (não completa) de palavras galegas de origem celta, das quais também existem no português devido à sua estreita proximidade linguística. Algumas destas palavras existiam no latim como empréstimos de fontes celta, como o gaulês, enquanto que outras foram recebidas mais tarde em outras línguas, como o francês, o occitano e o castelhano. Por último, algumas dessas palavras são procedentes das línguas locais pré-romanas, isto é, do galaico. As palavras marcadas com um asterisco (*) não estão plenamente comprovadas e são por isso casos hipotéticos.
Ainda não existe uma investigação cuidadosa e sistemática sobre o léxico galego de origem celta.

## Lista
4

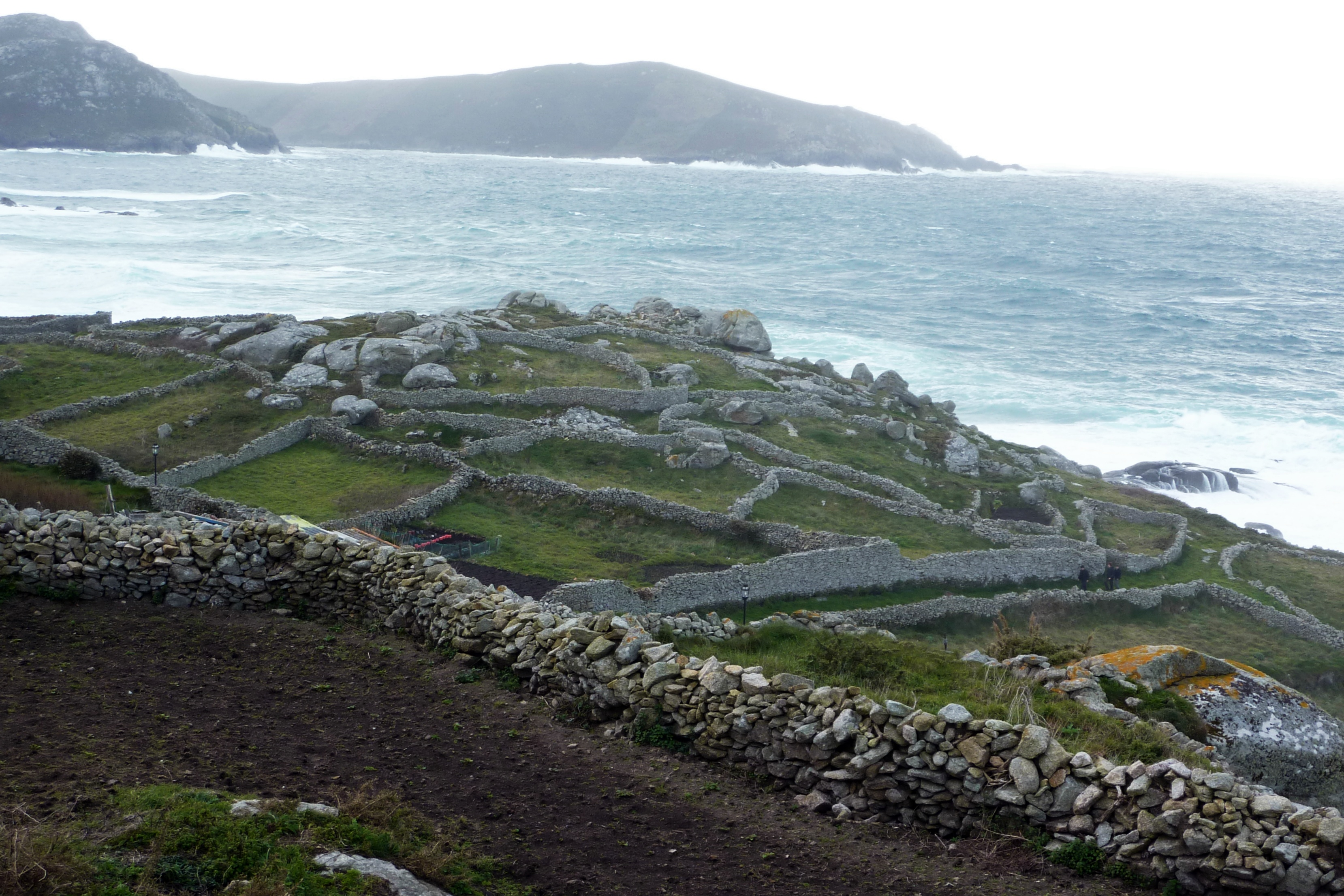
Leiras em Muxía.

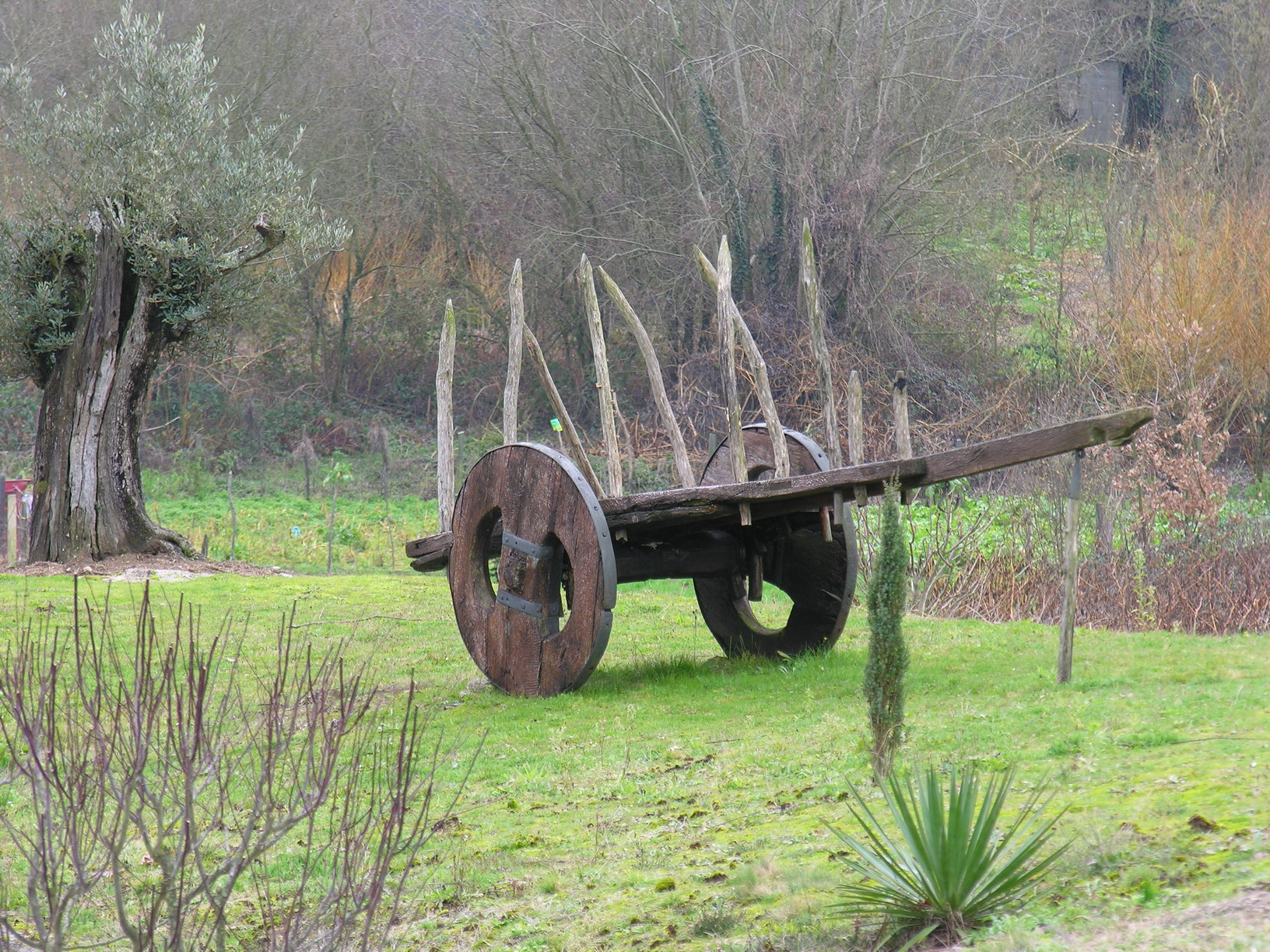
Carro tradicional galego. As rodas são feitas de cambas; os laterais do carro são chamados chedas.

- abanqueiro[2][3] (m.) 'cachoeira', formalmente um derivado em -arium de *abanco, do protocelta *abankos.[4][5] Relacionado co irlandês abacc, do galês afanc e do bretão avank.
- abeneiro[6]  (m.) 'amieiro', um derivado em -arium de *aben-no- 'rio (árvore)', uma formação similar no protocelta *abal-no- 'maçã-árvore' e *wer-no- 'auga (árvore)' (amieiro), relacionado co bretão auon, o galês afon e o irlandês antigo ab 'rio'.
- agruño / abruño (m.) 'fruita produzida polo abrunheiro',[7] do protocelta *agrīnio,[4][5][8], influênciado polo latim PRUNUM 'ameixa', semelhante ao irlandês áirne, ao galês  eirin 'ameixa'; relacionado co occitano agranhon, do provençal agreno, do catalão aranyó e o aragonês arañon.

Abruño e abruñeiro podem proceder diretamente do latim prunus (cfr. o abrunal asturiano).
- albó, alboio (m.) 'alpendre, sobeira',[9] do protocelta *ɸare-bow-yo-[10], relacionado co irlandês antigo  airbe 'coberto, fechado'.
- alpendre (m.) 'coberta saliente, telheiro'.[11]
- anaco (m.) 'parte que resulta da divisão doutra maior',[12] do celta *ann-. Da palavra galega poderia provir a castelhana añicos.[13]
- O galego antigo ambas (f. pl.) 'augas, rios', ambas mestas (f. pl.) 'confluência',[14][15] do celta ambe[16] 'auga, rio', semelhante ao gaulês ambe 'rio', e ao irlandês antigo aub.
- banastra (f.) 'cesta grande',[17] do francês antigo banaste, do celta *benna 'cesta'.[18]
- banzo[2] (m.) 'degrau duma escadeira, tábuas que forram uma embarcação',[19] do protocelta *wank-yo-[4], relacionado co castelhano banzo; semelhante ao irlandês féige 'trave horizontal'.

Derivados: banza 'respaldo', banzado, banzao 'valado'.
- barra (f.) 'plataforma superior', do protocelta *barro-,[4][5] relacionado co irlandês, galês e bretão barr 'cima, pico, cume'.
- becerro (m.) ‘cria da vaca que tenha menos de dois anos’,[20] incerto: do protocelta *bicurru-, ou do ibero *ibicurri-[21], ou do latim *Ibex- ‘cabra livre’.
- berce (m.) 'berço'.
- berro (m.) 'agrião' relacionado com 'labaça', do protocelta *beru-ro-,[4][5][22][23] relacionado co castelhano berro; semelhante ao irlandês antigo biror, ao galês berwr, ao bretão antigo beror, ao francês berle (< berula ; em irlandês biolar, em bretão beler).
- beizo (m.) ‘as duas partes carnosas que limitam a abertura da boca’,[24] do protocelta *beiccion- ‘boca de animal’, que provém de *baicciō ‘berrar’, relacionado co antigo irlandês béccim, irlandês béic ‘berro’, escocês beuc, galês beichio ‘bruar’, córnico begi ‘ornear’, bretão begiad ‘bear’, castelhano bezo ‘beiço grande’.
- bico (m.) 'beixo', do protocelta *bekko-,[5][25][26] relacionado co bretão beg, do italiano becco e do francês bec.

Derivados: bicar, bicaño 'outeiro', bicallo (um peixe, Gadus luscus).
- bidueiro[2] (m.) < *betūlariu, biduo (m.) < *betūlu, bidulo (m.) < *betūllu,[27] do celta *betu- ou *betū-[4][5], relacionado co castelhano biezo, co catalão beç, co occitano bèç (< bettiu); semelhante ao irlandês beith, ao galês bedw e ao bretão bezv.

Derivados: Bidueiral, Bidual 'terreo de bidueiros'.
- billa,[2] (f.) 'espiga; vara' do protocelta *beljo- 'árvore, tronco'[28], semelhante ao irlandês antigo bille 'grande árvore, tronco d'árvore', ao manês billey 'árvore', ao galês pill 'tocón', ao bretão pil; relacionado co francês bille 'lenha, peça de madeira'.
- bode (m.) ‘macho da cabra’,[29] do protocelta *bukko-, relacionado co francês bouc, empréstimo do holandês bok.
- borba[2] (f.) 'lama, limo', do protocelta *borwâ-,[30] relacionado co francês bourbe 'lama'; semelhante ao irlandês bearbh 'ebulição', ao galês berw 'ebulição' e ao bretão berv 'caldo, borbulhoso'.

Derivados: borbento 'mucilaginoso'.
- borne (m.) 'ferramenta para unir ou ramificar cabos dum aparelho elétrico',[31] do francês borne 'marco', do francês antigo bosne, bodne, do latim vulgar *bodĭna / *budĭna 'árvore da fronteira', do protocelta *botina 'tropa'.[32], semelhante ao irlandês antigo buiden e ao galês byddin 'exército' (*budīnā)
- bosta (f.), 'excrementos sólidos do gado bovino'.[33]
- braga[2] (f.),do protocelta *braco-,[34] relacionado co castelhano e occitano braga, co francês braie e co italiano brache.

Derivados: bragal, bragada 'massa de ovos de peixes', bragueiro.
- braña (f.) 'pântano, prado, açude', do protocelta *bragno-,[5][35] relacionado co asturiano e cântabro braña, co catalão braina, semelhante ao irlandês brén, ao galês braen, e ao bretão brein 'podre', bréanar, braenar e breinar 'campo de barbeito'.

Derivados: brañal, brañeira, brañento 'idem'.
- breixo[36] (m.) de *broccius,[37] do protocelta *vroiki-,[28], semelhante ao irlandês antigo froich, ao galês gwrug, ao córnico grig; relacionado co castelhano brezo, co occitano bruga e co francês bruyère.
- O galego antigo bren (m.) 'farelo', provavelmente do provençal brem, do protocelta *brenno-,[38] relacionado co francês bran e o lombardo bren.
- breña (f.) 'conjunto espesso de maleza ou de mato'[39] do celta *brigna- 'outeiro'.
- bringa[40] (f.) 'talo, cana', de *brīnikā, do celta *brīnos 'cana'; semelhante ao galês brwyn 'junco', ao córnico broenn e ao bretão broen; relacionado co francês brin 'talo'.
- brío[2] (m.) 'força, poder', do italiano brio, do occitano briu 'selvagem', do protocelta *brigos,[5] relacionado co occitano briu, co francês antigo brif 'delicadeza, estilo'; semelhante ao irlandês antigo bríg 'poder', ao galês bri 'prestígio, autoridade' e ao bretão bri 'respeito'.
- O galego antigo busto (m.) 'gadaria, leitaria', do composto celta *bow-sto-[41] significa 'lugar com vacas', semelhante ao celtibérico boustom 'corte', ao irlandês buas 'riqueza em gado'; relacionado co português bostar e co castelán bustar

Derivatidos: bustar 'sujar com bosta'.
- cai (m.) 'embarcadoiro', provavelmente do francéê (e por sua vez do normando) quai, do protocelta[42] *kag-yo-,[5][43][44] semelhante ao galês cae, ao córnico ke, ao bretão kae 'cobertura' e ao francês chai 'adega'.
- callao (m.) 'pedra pequena, lisa e redonda pola erosão, calhau'[45] do protocelta *caljo,[46] relacionado co francês caillou.
- cambiar, do latín vulgar cambiare, do protocelta *kambo-,[4][5][47] relacionado co francês changer, co occitano e castelhano cambiar, co catalão canviar, co italiano cambiare; semelhante ao bretão kemm 'intercambio', ao irlandês antigo cimb 'resgate'.

Derivados: cambio, cambiador.
- camba[2] (f.) 'arco da roda' do protocelta *kambo-,[4][5][48] relacionado co irlandês antigo camm 'torto', co occitano cambeta 'parte do arado'.

Derivados: cambito, cambada, camballa, cambeira 'madeiro torto para pendurar peixes', cambela 'tipo de arado', cambota 'peça inferior da chaminé'.
- camiño[2] (m.) 'caminho', do latim vulgar *cammīnus, do protocelta *kanxsman-,[5][49] relacionado co italiano cammino, co francês chemin, co castelhano camino, co catalão camí, co occitano camin ; semelhante ao irlandês antigo céimm e ao bretão cam 'passo'.

Derivados: camiñar.
- camisa[2] (f.) do protocelta camisia.[50] relacionado co castelhano e occitano camisa, co italiano camicia e co francês chainse
- canga[2] (f.) 'colar, jugo', do protocelta *kambika.[51][52]
- canto (m.) 'esquina, canto', do protocelta *kanto-,[4] semelhante ao irlandês antigo cét 'soporte de pedra redonda', ao galês cant 'marco', ao bretão kant 'disco'; relacionado co francês antigo chant, co francês canton 'distrito', co occitano cant e co castelhano canto.

Derivados: recanto, cantón, acantoar, cantil.
- carro (m.) do latim vulgar carrum, do protocelta *karro-,[4][5][53] relacionado co romeno car, co italiano carro, co francês char, co provençal car, co castelhano carro; semelhante ao irlandés carr, ao galês car e ao bretão karr.

Derivados: carreira, carregar.
- caxigo (m.) Quercus faginea (árvore semelhante ao carvalho)',[54] de *CASSĪCOS, relacionado co castelhano quejigo, semelhante ao francês chêne (que provém de *CASSANOS), do protocelta *casso- 'trançado'.[55]
- carballo' (m.) Quercus robur (carvalho)'[56] de *cassīcos, do celta *cassos, relacionado co irlandês cas, galês antigo cascord, francês chêne, asturiano caxigu, aragonês caixico, gascão casse.
- cervexa[2] (f.), 'cerveja' do latim vulgar *cerevisia, de origem celta.[57] Relacionado co francês antigo cervoise, co provençal e castelhano cerveza; semelhante ao irlandês antigo coirm, ao galés cwrw e ao bretão korev.
- cheda[2] (f.) 'lateral externo dum carro, onde as barras transversais estão fixadas', do latim medieval cleta, do protocelta *klētā,[4][5][58] relacionado co irlandês clíath 'obstáculo', co galês clwyd 'barreira, porta', co galês kloued; relacionado co francês claie 'andel', co occitano cleda, co catalão cleda 'cerco do gado' e co basco gereta.
- choco (m.) 'lura', do protocelta *klokko-,[4][5][59] semelhante ao irlandês antigo clocc, ao galês cloch, ao bretão kloc'h; relacionado co asturiano llueca e llócara, co francês cloche 'campá', co alemão Glock.

Derivados: chocar, chocallo 'chocalho'.
- chota (m.) 'pedaço de esterco arrancado do chão'.[60]
- chousa (f.) terreno, parte de monte baixo delimitado e fechado.[61] Do latim clausa '(terra) fechada'.
- colmea[2] (m.) da forma celta *kolmēnā 'feito de palha'[62] relacionado co castelhano colmena, de *kolmos 'palla', que vemos no leonês cuelmo; relacionado co galês calaf "cana, talo", co córnico kalav "palha" e co bretão kolo "talo".
- cómaro, comareiro (m.) 'DRALG: pequena elevação de terreno de pouca extensão' possivelmente e por via semiculta do latim 'cumulus'[63] ou do protocelta *kom-ɸare-(yo)-,[5] relacionado co irlandês antigo comair 'diante de', co galés cyfair 'direção, lugar, acre'. Ou também de *kom-boros 'reunir'.[64]

Derivados: acomarar 'marcar os limites duma terra'.
- comba (f.) 'vale, inflexião', do protocelta *kumbā,[4][5][65] relacionado co italiano comba, co francês combe, co occitano comba; semelhante ao irlandês com, coim 'cavidade torácica', co galês cwm 'conca (forma de terra)', co córnico komm 'vale pequeno, vale arvolado', co bretão komm 'vale pequeno'.
- combarro (m.) combarrizo (m.) 'corte, alpendre',[66] do protocelta *kom-ber-o- 'juntar'.[5] Relacionado co francês medieval combres 'valado no rio para a pesca'.
- combo (m.) (adj.) 'dobrado, curvado', do protocelta *kumbo-,[4][5][67] relacionado co provençal comb e o castelhano combo.

Derivados: combar.
- comboa (f.) 'curral utilizado para a captura de peixes cercados na mareia baixa', do medieval combona, do protocelta *combā 'vale' ou *combos 'dobrado'.[67]
- crica'(f.)Mactra corallina, vulva (popular)',[68] do protocelta *krīkʷā,[5] relacionado co irlandês medieval crích 'limite, suco', co galês crib 'crista' e co bretão krib 'dobrado'.
- croa (f.) parte central e mais elevada dum castro. Lugar cuberto de pedras e elevado.
- croio[2] (m.) 'pedra redonda', croia (f.) 'pedrinha', do protocelta *krowdi-,[4][5][69] semelhante ao irlandês antigo crúaid 'dura', ao galês cru e ao bretão kriz; relacionado co occitano croi 'cruel' e co italiano crojo.

Derivados: croio (adx.) 'feio, tosco'; croído, croieira 'praia, pedreira'.
- crouca (f.) 'cabeça', do protocelta *krowkā-,[4][5][70] relacionado co provençal crauc 'cheio', co occitano cruca 'cabo (geografia)'; semelhante ao irlandês cruach 'pila, palheiro', co galês crug 'montículo, túmulo' e co bretão krug 'montículo, túmulo'.

Derivados: crocar 'abolar, cocar', croque 'golpe'.
- curro (m.) 'curral, cerco', do protocelta *kurro-,[5] semelhante ao irlandês medieval cor 'círculo', corrán 'fouce', ao irlandês carr 'saliente', ao galês cwrr 'canto, bordo, bordo final'; relacionado co castelhano corro, corral.

Derivados: curruncho, currucho, currullo 'recanto', currusco 'parte sobrante do pão', curral.
- dolmen[71] (m.) 'dólmen'[72] do galo ou bretão *taol maen-.

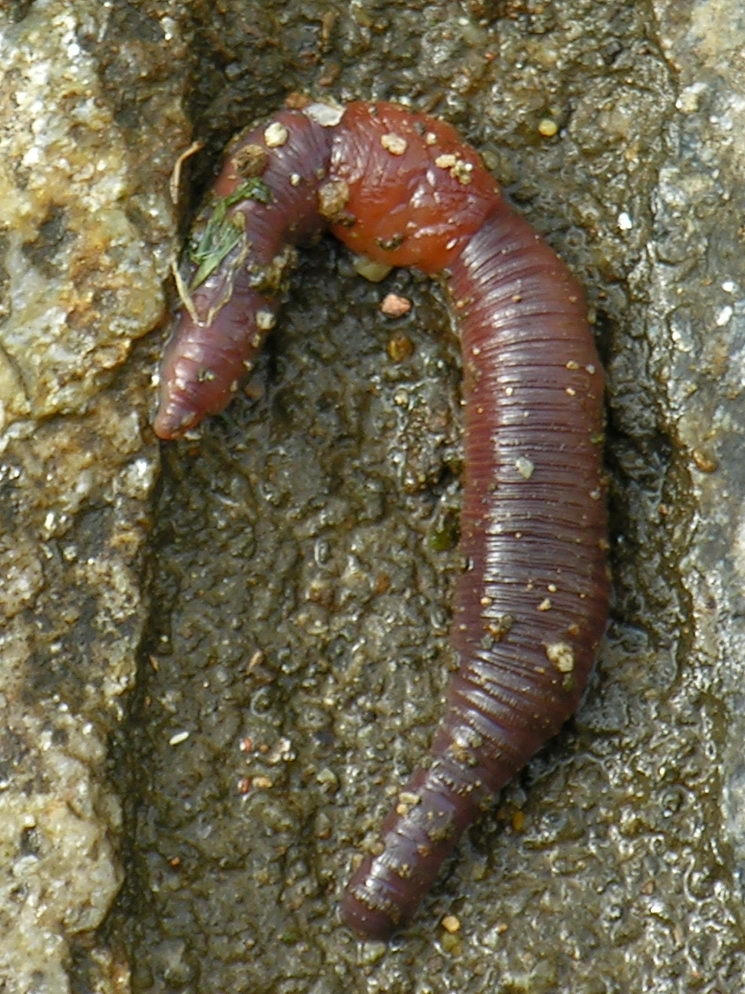
Uma miñoca 'minhoca'.

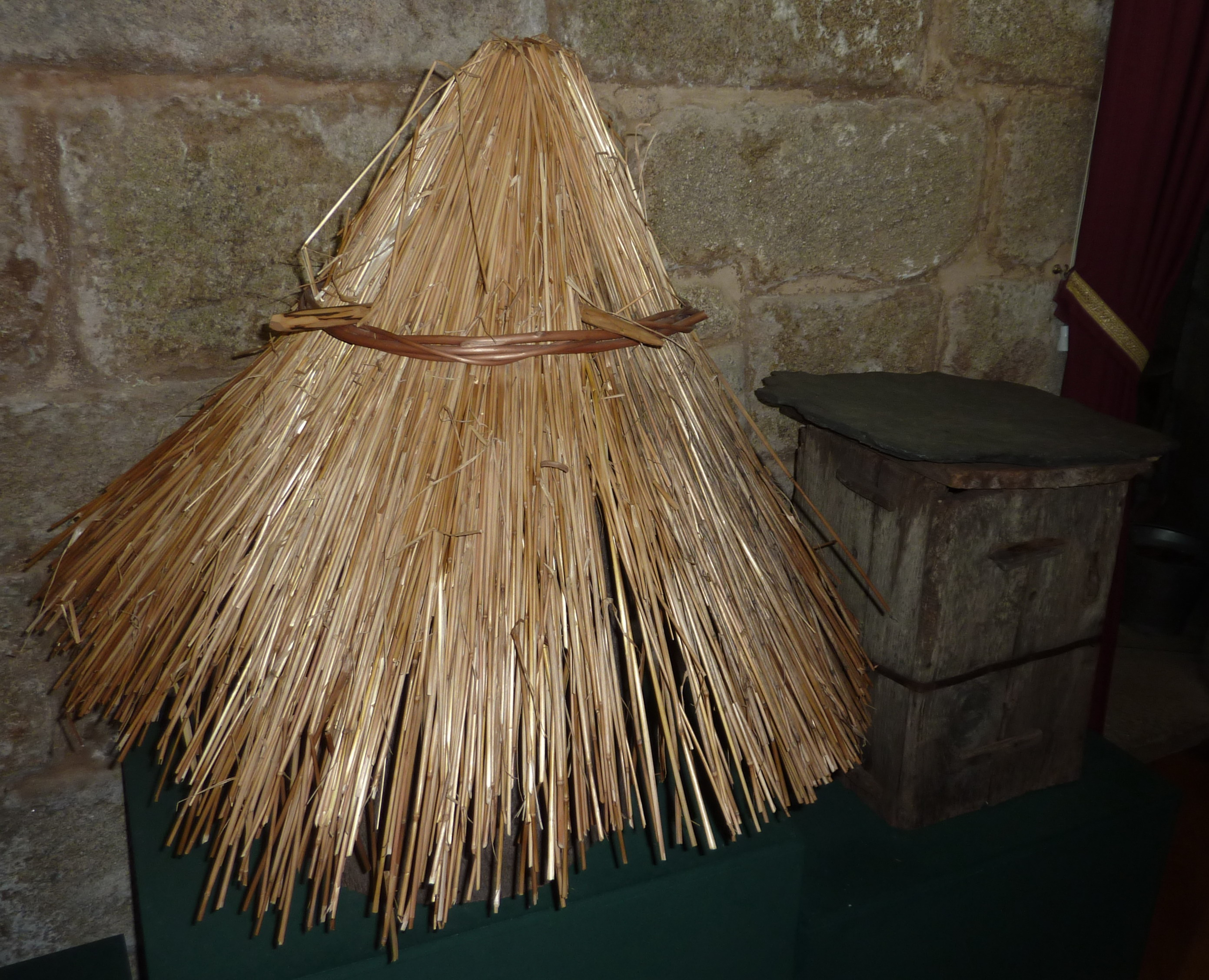
Trobos ou colmeas tradicionais galegas.

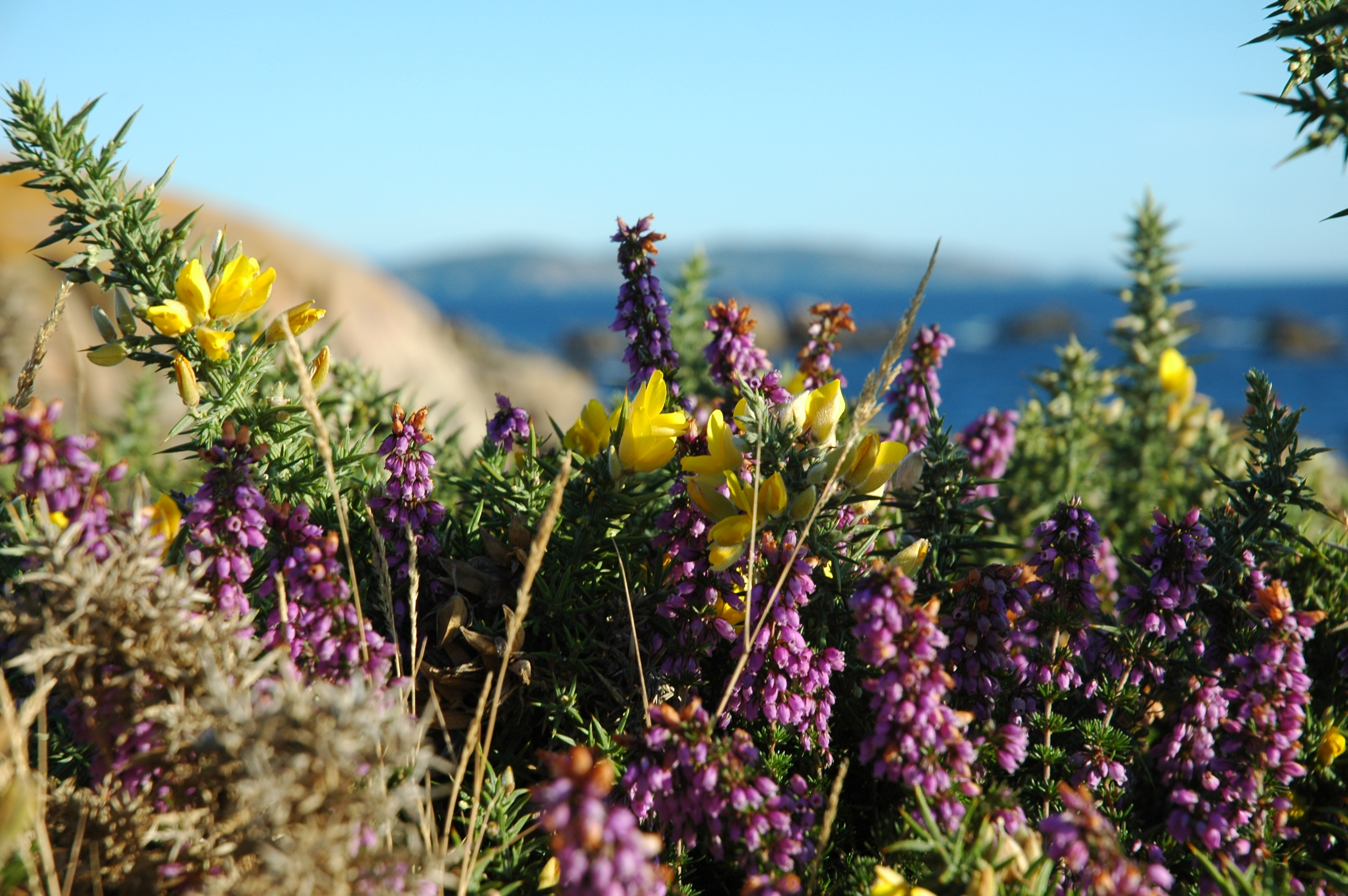
Toxos e breixos, O Grove.

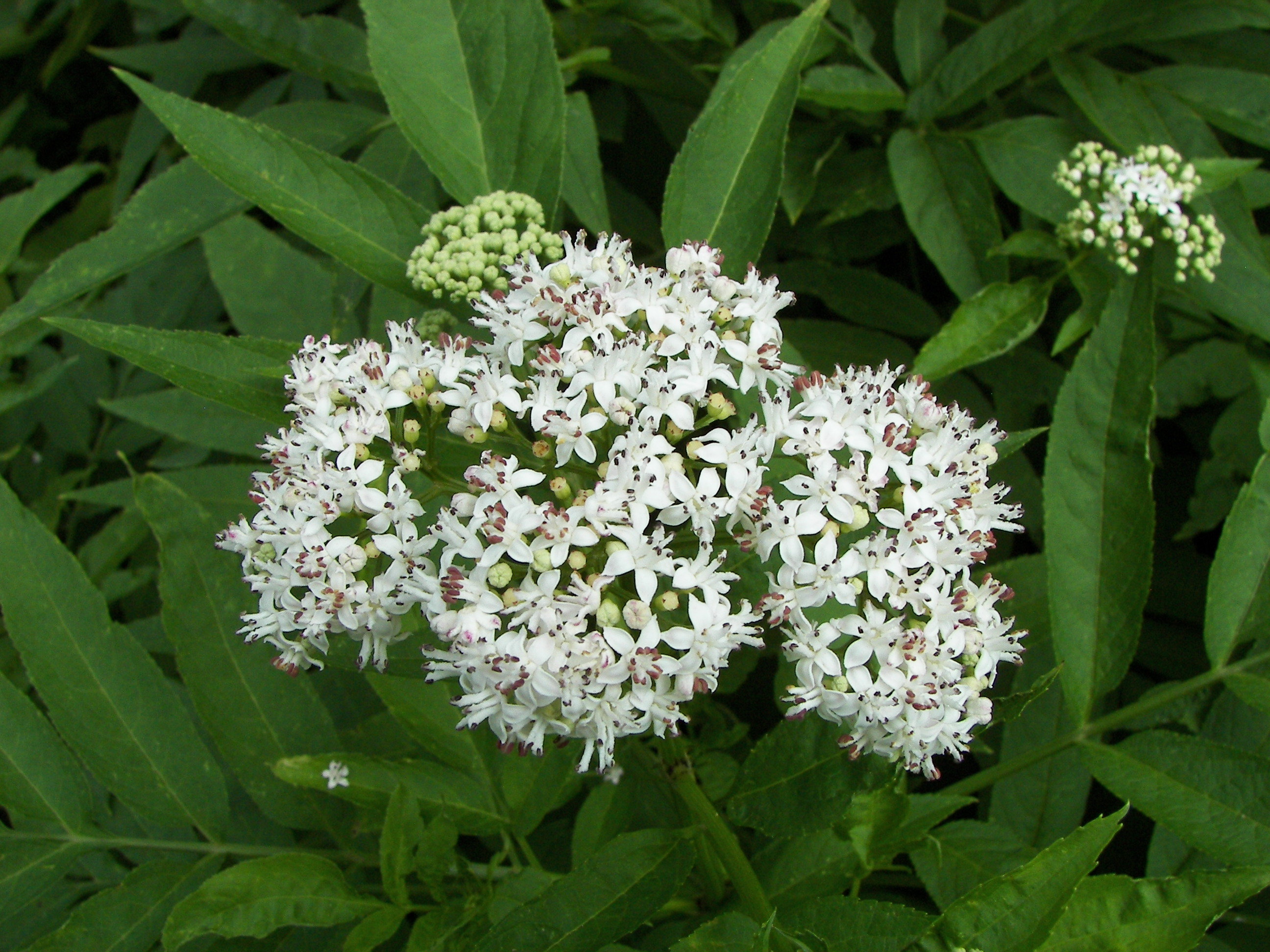
Engo ou irgo.

- dorna (f.) 'um tipo de barco; medição (volume)',[73] do protocelta *durno- 'punho'.[74] Semelhante ao francês médio dour, o francês dialetal dorne 'longitude tradicional que equivale ao punho duma mão', occitano dorn, 'uma presa', irlandês dorn, galês dwm e bretão dourn 'mão'.[75][76] Contudo, a forma asturiana duerna 'recipiente' exige uma forma **dorno-.
- embaixada (f.), do provençal ambaissada, de ambaissa 'serviço, dever', do protocelta *ambactos 'servinte'[77], semelhante ao galês amaeth 'celeiro', ao córnico ammeth 'agricultura' e ao bretão antigo ambaith.
- engo, irgo (m.) de *édgo, do latín vulgar EDUCUS, do galo odocos,[78] idem.[79] Relacionado co castelhano yezgo, co asturiano yeldu e co provençal olègue.
- gabela (f.) 'feixe, taxa', do protocelta *gabaglā-,[80][81][82] relacionado co francês javelle, co provençal gavela e co castelhano gavilla; semelhante ao irlandês antigo gavael 'colher, captar'.
- galga (f.) 'pedra lisa', de *gallikā, do protocelta *gallos 'pedra',[4] semelhante ao irlandês gall, ao francês galet 'gravel' gallete 'pastel simples' e ao castelhano galga.

Derivados: galgar 'talhar uma pedra para que seja simples e regular'.
- gorar[2] 'chocar, criar (um ovo, ou uma doença)', do proto-Celtic *gʷor-,[83][84] semelhante ao irlandês antigo guirid 'quentar', ao galês e córnico gori 'criar, chocar (ovos)' e ao bretão goriñ.

Derivados: goro 'ovo incubado sem fertilizar'.
- gubia (f.), 'goiva' do celta *gulbia, de *gulb- 'beak',[85][86] relacionado co castelhano gubia, co francês gouge, co italiano gubba; semelhante ao irlandês antigo gulba 'auillón', ao irlandês gealbhán 'pardal' e ao galês gylyf 'fouce', gylf 'pico'.
- lándoa (f.) 'parcela sem cultivar', de *landula, derivado do protocelta *landā,[4][5][87] relacionado co irlandês antigo lann 'terra, igreja', co galês lann 'terras da igreja', co francês lande 'páramo areoso' e co provençal e catalão landa.
- lavego (m.), lavega (f.) 'arado', from *ɸlāw-aiko-,[88] do protocelta *ɸlāwo-, relacionado co lombardo plovum, co alemão Pflug e co inglês plough.
- laxe[2][88] (f.) 'pena lisa', da forma medieval lagena, do protocelta *ɸlāgenā,[89] relacionado co irlandês antigo lágan, láigean, co galês llain 'ponta de lança larga'; semelhante ao irlandês láighe 'enxada, pá'.
- legua[90] (f.), do protocelta *leukā e celta leak,[91] relacionado co provençal legoa, co francês lieue, co castelhano legua; semelhante ao irlandês antigo líe (genitivo líac) 'pedra', irlandês liag
- leira (f.) 'parcela, parte delimitada de terreno', da forma medieval laria, do protocelta *ɸlār-yo-,[5][92] semelhante ao irlandês antigo làr 'terreno', ao bretão leur 'terreno' e ao galês llawr 'chão'.

Derivados: leiro, leirar e leiroto, leiruca.
- O galego antigo ler (m.) 'mar, costa', do protocelta *liros,[4][5] relacionado co irlandês antigo ler, co irlandês lear e co galês llyr 'mar'.
- lousa[2] (f.), do protocelta *laws-,[93] relacionado co provençal lausa, co castelhano losa e co francês losenge 'diamante'.

Derivados: enlousar e lousado.
- marulo (m.) 'rapaz gordo, grande', de *mārullu,[94] diminutivo do protocelta *māros 'grande, enorme', semelhante ao galês mawr e ao bretão meur.
- meniño (m.) 'menino', do medieval mennino, o protocelta *menno-,[5] semelhante ao irlandês antigo menn 'rapaz', ao irlandês meannán, ao galês myn e ao bretão menn.

Derivados: meniñez.
- miñoca (f.), 'minhoca' (dialetal mioca, miroca), do medieval *milocca, do protocelta *mîlo-,[4][5] semelhante ao asturiano milu, merucu e ao irlandês, galês e bretão mil 'animal'.
- olga (f.), do protocelta *ɸolkā,[95][96][97] relacionado co francês ouche e co provençal olca. Porém *ɸolkā deve dar lugar a **ouca.
- peza (f.), do latim vulgar *pettia, do galo petsi, do protocelta *kʷezdi,[5][98][99] relacionado co italiano pezza, co francês pièce, co castelhano pieza; semelhante ao irlandês antigo cuit, ao irlandês cuid, ao galês peth 'cousa' e ao bretão pez.

Derivados: empezar 'começar'.
- rego (m.), rega (f.), do protocelta *ɸrikā,[100][101][102], semelhante ao galês rhych, ao bretão reg e ao gaélico escocês riach; relacionado co francês raie, co occitano e catalão rega, e co basco erreka.

Derivados: derregar, regato.
- rodaballo[2] (m.), 'pregado' da forma composta celta *roto-ball-jo-,[103] que significa 'estremos redondos', semelhante ao irlandês roth 'roda', ao galês rhod, ao bretão rod e ao irlandês ball 'membro, órgão'.
- saio [104] (m.) e saia (f.), da forma medieval sagia, duma forma celta antiga e também do latim sagum 'túnica'.[105]
- seara, senra (f.) 'campo sementado recentemente, pero que deixa-se em barbeito', da forma medieval senara, compêndio celta de *seni- 'além, separado' (do irlandês antigo sain 'só', do galês han 'outro') e *aro- 'terra arada'[106] (do galês âr e do irlandês ár 'terra arada'). Correspondem co leonês senara e co castelhano serna.[76]
- tasca (f.) e tascón (m.), 'espadela', relacionado co gálata taskós 'paridade'.[107]
- tol e tola[108] (m.), (f.) 'canal de irrigação', do protocelta *tullo- 'furado, perforado',[28], semelhante ao irlandês toll 'cova, oco', ao galês twll 'cova', ao bretão toull 'fenda'; relacionado co castelhano tollo, co catalão toll e o francês antigo tolon 'outeiro, terra alta'.
- tona (f.) 'capa gorda do leite', do protocelta *tondā,[5][109][110] relacionado co irlandês antigo tonn e co galês tonn.

Derivados: toneira 'pota para obter a manteiga do leite'.
- toxo (m.), do celta *togi-,[112] semelhante ao castelhano e gascão toja e ao francês tuie.

Derivados: fura-toxos, toxa, toxedo, toxa, toxeira.
- trosma[113] (m.) 'pouco ajeitado, parvo', do protocelta *trudsmo- ou *truksmo- 'forte'[114], semelhante ao irlandês antigo tromm e ao galês trwm.
- trado, trade (m.), 'ferramenta destinada à perforação' do protocelta *taratro-,[4][5][115] relacionado co irlandês tarathar, co galês taradr, co bretão tarar, co occitano taraire, co catalão taradre, co castelhano taladro, co francês tarière e do romanche tarader.

Derivados: tradar.
- tranca (f.), tranco (m.), do protocelta *tarankā,[116][117] relacionado co castelhano tranca, co francês taranche, co provençal tarenco; semelhante ao irlandês antigo tairinge, ao irlandês tairne e ao gaélico escocês tairnge.

Derivados: taranzón < *tarankyon-, tarangallo, trancar.
- trebo, trobo (m.), da forma medieval trebano, do protocelta *trebno-,[5] semelhante ao irlandês antigo treb 'celeiro', ao córnico tre 'casa; vila', ao galês tref 'vila'; semelhante ao asturiano truébanu, e ao provençal trevar.
- trencha, trincha (f.), 'ferramenta para desbastar a madeira', do celta *trenco[118][119] 'curto'.
- trincar 'cortar cos dentes'[120] incerto: do gaulês *trincare- 'cortar', também é possível que venha do latim *trinicāre- 'cortar em pedaços', relacionado co catalão e antigo provençal trencar, francês trancher.
- trogo (m.) 'tristura, ansiedade, mágoa', do protocelta *trougos,[4][5] semelhante ao irlandês antigo tróg, ao irlandês trogha, ao galês tru 'miserento', ao bretão tru 'miserento'; relacionado co português trolho, co castelhano truhan e co francês truand 'esmoleiro'.
- trollo (m.), 'lameiro', do celta tullon 'oco'.[121]
- varga[122] (f.) 'cabana; parede feita de caniços; valado', do celta *wraga,[123][124] relacionado co castelhano varga 'cabana' e do francês barge, semelhante ao irlandês fraigh 'parede trançada, telhado'.

Derivados: vargo 'estaca que se crava na terra para construir um valado'; varganzo, vargado 'valado ou cerrado feito de vargos'.
- vascullo (m.) 'feixe de palha; vassoira', do protocelta *baski- 'feixe',[5] relacionado co gascão bascojo 'cesta', do asturiano bascayu 'vasoira' e do bretão bec'h 'embalagem, carga'.
- vasalo (m.), 'vassalo', do latim vulgar vassalus, do protocelta *wasto-,[5][125] relacionado co francês vassal, co castelhano vasallo, co irlandês medieval foss 'servente', co galês gwas 'servente; rapaz', bretão gwaz.
- verea (f.) 'caminho largo, vereda', da forma medieval vereda, do celta *uɸo-rēdo-,[126][127], relacionado co castelhano vereda 'caminho'; semelhante ao galês gorwydd 'corcel', co latim vulgar veredus 'cavalo', ao francês palefroi 'corcel' (< *para-veredus).
- xenreira (f.) 'ódio, zuna', do celta *senasra 'ódio hereditário'.[128]
- xouba (f.) 'pequena sardinha'.